# Oxytropis albiflora
Oxytropis albiflora är en ärtväxtart som beskrevs av Aleksandr Andrejevitj Bunge. Oxytropis albiflora ingår i släktet klovedlar, och familjen ärtväxter. Inga underarter finns listade i Catalogue of Life.